# Егідій Гунній
Егідій Гунній Старший (Aegidius Hunnius; 1550 — 1603) — лютеранський теолог лютеранської схоластичної традиції та батько Ніколая Гуннія.

## Біографія
Гунній навчався у початковій школі у Вюртемберзі, а з 1565 по 1574 роки навчався у Тюбінгені. У 1576 році Яків Гербранд рекомендував його професором в Марбурзькому університеті, де Ганній намагався покінчити з усіма компромісами і відновити ортодоксальне лютеранство. Він здобув багато прихильників, і наслідком цього став розкол у Державній церкві Гессену, який нарешті призвів до поділу на Верхній та Нижній Гессен. Основним моментом усіх суперечок було вчення про всюдисущість, яке Гунній підтримував у своєму творі «De persona Christi». Гуннію протистояв Варфоломяус Меєр, один із теологів Ландграфа Вільгельма, але він не зміг перемогти красномовство Гуннія.
У 1592 році Ганній виїхав до Віттенберга. В цей час в Саксонії за курфюрста Крістіана досяг значного прогресу кальвінізм, але його наступник, герцог Фредерік Вільгельм, забажав запровадити ортодоксальне лютеранство і для цього покликав швабських богословів, серед них Гуннія. Відразу після прибуття він був увійшов до складу комісії з візитації, створеної з метою очищення країни від кальвінізму.
З цією ж метою Гуннія покликали на інші німецькі території, наприклад, у Сілезію його запросив герцог Фредерік Лігніцький. Гунній був найбільш здібним представником швабської теологічної школи Йоганнеса Бренца. Але він просунув лютеранську теологію також, посилаючись на інші доктрини, і його вплив простежується у розвитку лютеранської догматики після його часу. Пізніша доктрина, що стосується авторитету Святого Письма, базується на «Tractatus de maiestate, fide, autoritate et certitudine sacrae scripturae» Гуннія. Таким же чином він встановив ортодоксальну лютеранську доктрину про призначення, слідуючи Іоанну Дамаскину в його розрізненні між voluntas antecedens і consequens, і розглядаючи віру як інструментальну причину вибору.